# Kevin Kapstad
Kevin Kapstad (* 12. Februar 1986 in Boxborough, Massachusetts) ist ein ehemaliger US-amerikanischer Eishockeyspieler, der zuletzt beim EHC Linz aus der österreichischen Eishockey-Liga (EBEL) unter Vertrag stand.

## Karriere
Kapstad studierte von 2005 bis 2009 an der University of New Hampshire und spielte parallel für deren Eishockeymannschaft in der National Collegiate Athletic Association. Nachdem er in seiner Debütsaison lediglich drei Spiele absolviert hatte, etablierte er sich in der Folgezeit als Stammkraft in der Defensivabteilung der New Hampshire Wildcats und es gelang ihm in jeder Spielzeit seine Punkteausbeute zu steigern. Nach Beendigung seines Studiums wurde er zur Saison 2009/10 vom SC Riessersee verpflichtet, für den er eine Saison in der 2. Bundesliga aufs Eis ging.
Nach deren Abstieg in die Oberliga nach Saisonende 2009/10 entschied sich Kapstad den Verein zu verlassen und heuerte kurze Zeit später bei den Landshut Cannibals an. Zunächst unterschrieb er einen Kontrakt für eine Spielzeit, welcher im März 2011 um eine weitere Saison verlängert wurde, nachdem sich der US-Amerikaner auch bei den Landshut Cannibals als Stammkraft durchgesetzt hatte.
Im Mai 2019 beendete er seine Karriere.

## Karrierestatistik
(Legende zur Spielerstatistik: Sp oder GP = absolvierte Spiele; T oder G = erzielte Tore; V oder A = erzielte Assists; Pkt oder Pts = erzielte Scorerpunkte; SM oder PIM = erhaltene Strafminuten; +/− = Plus/Minus-Bilanz; PP = erzielte Überzahltore; SH = erzielte Unterzahltore; GW = erzielte Siegtore; 1 Play-downs/Relegation; Kursiv: Statistik nicht vollständig)